# Adolf Gąsecki

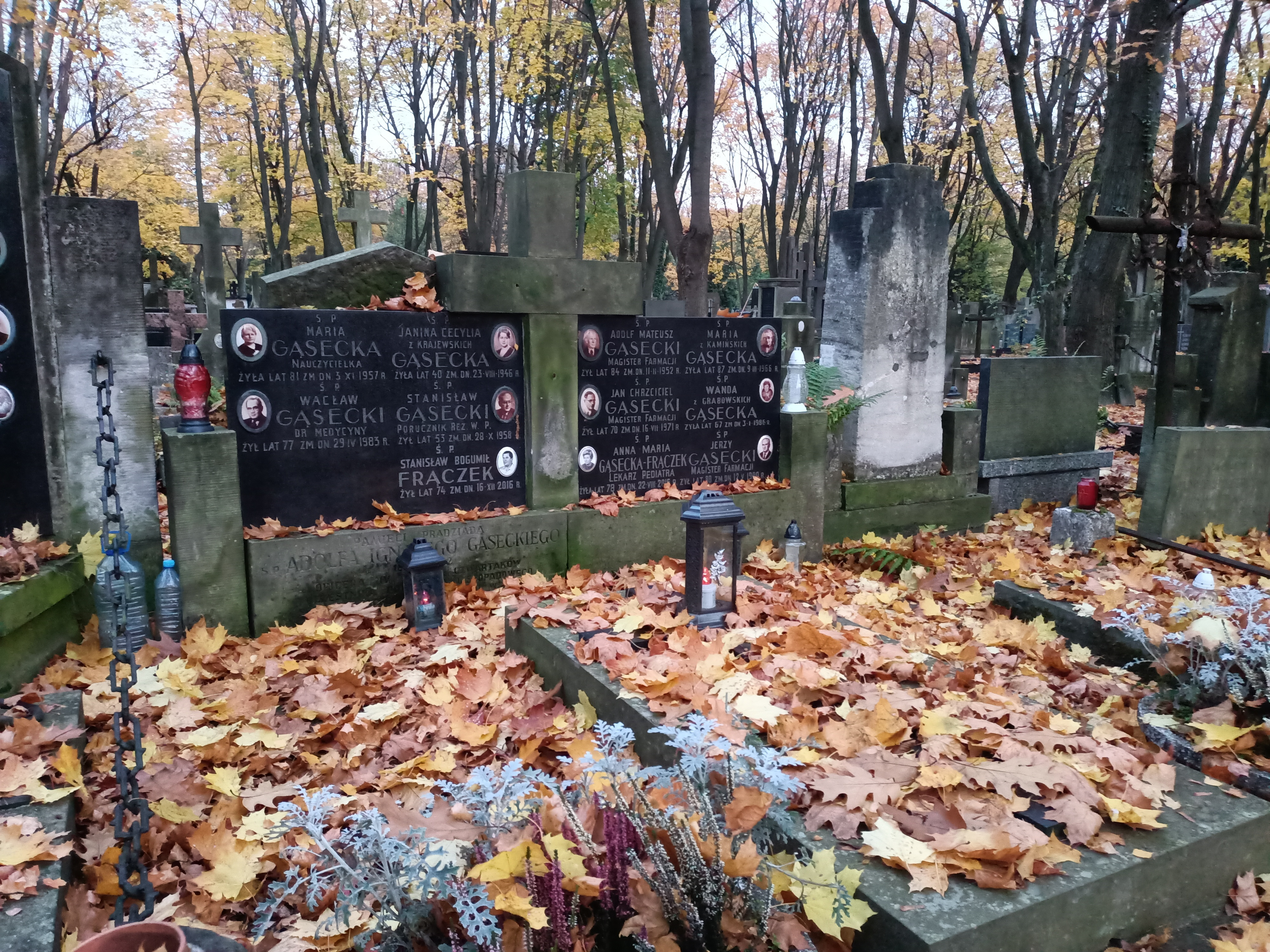
Grób Adolfa Gąseckiego na Cmentarzu Powązkowskim

Adolf Mateusz Gąsecki (ur. 1868, zm. 11 lutego 1952 w Warszawie) – polski farmaceuta i przedsiębiorca, twórca oryginalnej receptury leku przeciwbólowego Migreno-Nervosin (tzw. proszków z kogutkiem), założyciel Mokotowskiej Fabryki Chemiczno-Farmaceutycznej Adolf Gąsecki i Synowie SA.

## Życiorys
Urodził się w 1868 roku w rodzinie Adolfa Marcelego Ignacego (1805–1912) i Pauliny Ottylii z d. Mahnke (ur. 1838).
Adolf Gąsecki, płocki prowizor farmacji, stworzył w 1903 roku recepturę i stał się producentem leku Migreno-Nervosin o działaniu przeciwbólowym, który zyskał dużą popularność w okresie międzywojennym. Potoczna nazwa leku „proszków z kogutkiem” pochodziła od wizerunku koguta na opakowaniu. Lek zarejestrowany był w 46 państwach, m.in. w Stanach Zjednoczonych i Australii. Produkcja leku odbywała się początkowo na małą skalę w składzie aptecznym w Płocku, następnie w laboratorium apteki przy ul. Freta i przy ul. Leszno w Warszawie. Sukces rynkowy pozwolił mu uruchomić w 1926 roku fabrykę przy ul. Belgijskiej 7 w Warszawie, przekształconą w 1935 roku w spółkę akcyjną pod firmą Mokotowska Fabryka Chemiczono-Farmaceutyczna Adolf Gąsecki i Synowie SA. Produkcja ponad 100 preparatów trwała do wybuchu II wojny światowej. 
Zabudowania fabryki częściowo spłonęły w 1944 roku; w 1950 roku firma została objęta przymusowym zarządem państwowym.
Zmarł 11 lutego 1952 roku. Spoczywa na Cmentarzu Powązkowskim w Warszawie (kwatera 113-4-23,24).

## Życie prywatne
Był mężem Marii z Kamińskich (1879–1966).

## Ordery i odznaczenia
- Złoty Krzyż Zasługi (11 listopada 1937)[6]